# Stefania Adamaszkówna
Stefania Adamaszkówna, Adamaszek (ur. 4 października 1914 w Lipniku bądź w Kończycach, zm. 1 marca 1943 w Auschwitz-Birkenau) – żołnierz polskiego podziemia antyhitlerowskiego.

## Życiorys
Była córką Franciszka i Elżbiety z Adamaszków. Mieszkała w Dzięgielowie w powiecie cieszyńskim, pracowała jako urzędniczka w Biurze Podróży "Orbis" w Cieszynie.
Działała w podziemiu w ramach konspiracyjnej siatki wywiadowczej Związku Odwetu Inspektoratu Rejonowego Związku Walki Zbrojnej Cieszyn, dowodzonej przez inż. Franciszka Kwaśnickiego. Była łączniczką.
Na początku stycznia 1941 została aresztowana przez gestapo (po wcześniejszych aresztowaniach członków sztabu Związku Odwetu). Była więziona i przesłuchiwana w Cieszynie i Wrocławiu, a następnie sądzona przez Volksgericht w Katowicach. Osadzona została najpierw w etapowym więzieniu w Wadowicach, potem trafiła do niemieckiego obozu koncentracyjnego Auschwitz-Birkenau, gdzie zmarła.